# Fredegunda

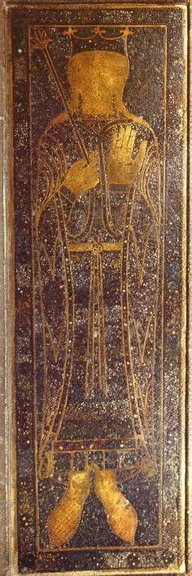
Fredegunda

Fredegunda (Montdidier, Picardia, vers 545-París, 597) va ser una reina merovíngia de Nèustria. Tercera dona de Khilperic I, va conspirar contra Audovera i Galsuinda. La seva vida va transcórrer entre una sèrie d'assassinats i guerres contra la reina Brunequilda.

## Context
Khilperic I, rei de Nèustria, va decidir repudiar la seva esposa Audovera per casar-se després amb la princesa visigoda Galsuinda (també coneguda com a Galesvinta), que havia aportat grans riqueses al regne. No obstant això, Khilperic tenia Fredegunda, una guapa vilatana franca i servidora al palau de Nèustria, com a amant, amb qui va contreure matrimoni després de la mort de Galsuinda.

## Concubina del rei
Fredegunda era una bella jove franca d'origen humil que es va iniciar com a servidora de palau. Al servei d'Audovera, primera dona de Khilperic I de Nèustria, Fredegunda va aconseguir inspirar una intensa passió al rei i convertir-se en la seva concubina.
Algunes fonts assenyalen que aprofitant la simplicitat d'Audovera i trobant-se el rei absent, Fredegunda l'hauria induït, després d'un hàbil estratagema i comptant amb la complicitat del clergue oficiant, a actuar com a padrina de baptisme de la seva pròpia filla, la qual cosa hauria provocat que el rei a la seva tornada la repudiés. Molt probablement es tracta d'una faula, ja que en aquell temps l'esmentada pràctica no estava considerada com a incest.
L'any 567 i per raons essencialment polítiques -per emular el matrimoni de seu mig germà Sigebert I amb Brunequilda- Khilperic I va repudiar Audovera, que va quedar confinada en un convent, i es va casar amb la princesa visigoda Galsuinda, germana de Brunequilda i filla del rei dels visigots Atanagild.
Fredegunda no estava disposada a ser desplaçada fàcilment. El matrimoni de Khilperic I amb Galsuinda no va ser feliç. Galsuinda irritava el rei retraient-li els seus continus adulteris amb les seves concubines i es manifestava desitjosa de tornar a Hispània, fins i tot deixant Khilperic I en possessió del dot que ella havia aportat, a condició que la deixés marxar.
Un matí de l'any 568, la reina Galsuinda va ser trobada estrangulada al seu llit; segons cita Gregori de Tours, "el rei va plorar amargament la seva mort i als pocs dies es va casar amb Fredegunda". Totes les sospites sobre qui va instigar el crim van apuntar a Khilperic i Fredegunda.

## Reina de Nèustria

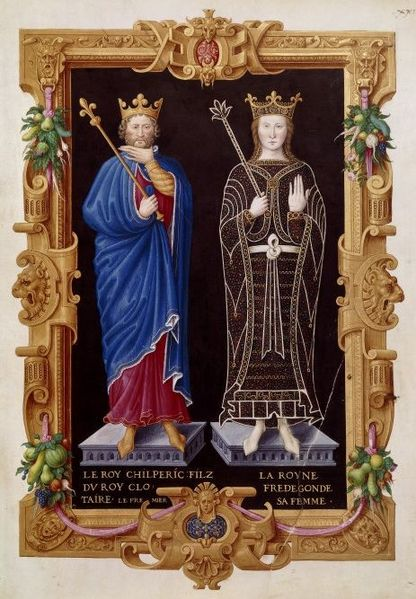
El rei Khilperic I i la reina Fredegunda

Els parents de la reina assassinada es van proposar venjar la seva mort, en especial Brunequilda, esposa de Sigebert I d'Austràsia, germà de Khilperic. Es pot destacar que en la primerenca edat mitjana i d'acord amb els costums francs, els parents estaven moralment obligats a venjar aquest tipus d'ofenses. Però un assassinat es podia redimir amb el pagament d'una pena econòmica que es deia compensació i podia abonar-se en espècie. Sigebert va exigir a Khilperic que lliurés a Brunequilda, com a compensació per la mort de la seva germana, les ciutats que Galsuinda havia rebut com a present de casament: Bordeus, Llemotges, Caors, Bearn i Bigorra. Khilperic va simular acceptar al principi -per mediació del rei Guntram de Borgonya, germà d'ambdós- però després va enviar exèrcits per recuperar-les.
Sigebert va respondre envaint Nèustria, amb tant d'èxit que Khilperic va haver de tancar-se a Tournai. Brunequilda va instigar el seu espòs perquè destronés Khilperic, cosa que va estar a un pas d'aconseguir, ja que davant del devastador èxit militar de Sigebert, molts terratinents i guerrers de Nèustria estaven disposats a acceptar-lo com a rei. Llavors, quan tot semblava perdut per a la seva causa i la de Khilperic, Fredegunda va enviar dos assassins que es van fer passar per nobles neustris que venien a sumar-se a la causa de Sigebert, però que, quan el van tenir a l'abast, el van atacar amb punyals enverinats; l'assassinaren a la ciutat de Vitry (575). En cas de no haver estat assassinat Sigebert, els dies de Khilperic i Fredegunda estaven sens dubte comptats. Però els guerrers austrasians, en morir el seu rei deixant com a hereu un nen de tan sols 5 anys, es van retirar i la situació va donar un tomb complet. Khilperic va sortir del seu tancament a Tournai, va reprendre la iniciativa i va capturar Brunequilda, que aleshores es trobava a París amb els cofres del seu tresor -tan confiats havien estat ella i Sigebert d'obtenir una completa victòria. La va empresonar en un convent a Rouen.
Brunequilda va aconseguir escapar de la seva compromesa situació casant-se amb el seu nebot Meroveu, fill del primer matrimoni de Khilperic, i a qui aquest havia confiat el comandament d'un dels seus exèrcits, que Meroveu va desviar cap a Rouen, on va rescatar Brunequilda del seu empresonament. El bisbe de Rouen, pretextant que sentia especial afecte per Meroveu per haver estat batejat per ell, va oficiar la cerimònia. És probable que Meroveu hagués intuït que a la llarga Fredegunda intentaria eliminar els fills del primer matrimoni de Khilperic i per això hagués buscat una aliança amb la seva tia. Si bé Khilperic, furiós, va aconseguir després l'anul·lació del matrimoni per tractar-se de tia i nebot, Brunequilda, després de diverses peripècies que van incloure un curt temps en què va haver de refugiar-se a la cort de Guntram I de Borgonya, va aconseguir retornar a Austràsia i que se l'acceptés com a regent durant la minoria del seu fill Teodobert II, bé que de mala gana per part dels desobedients terratinents austrasians.
Aquest incident va servir efectivament a Fredegunda per concretar el que segurament Meroveu temia: l'eliminació dels fills que Khilperic havia tingut amb Audovera, la seva primera esposa -que, com ja s'ha dit, havia estat repudiada i es trobava retirada en un convent- per aplanar el camí del tron als seus propis fills.
Meroveu va ser el primer a caure. Perseguit pel seu pare per haver-se casat amb Brunequilda -que va intentar per tots els mitjans donar-li asil a Austràsia, però no va poder per la tancada negativa dels terratinents austrasians-, va ser traït i va caure en una emboscada. Presumptament s'hauria fet matar per un dels seus guàrdies per temor a morir cremat a l'estaca, almenys això va dir la versió oficial que va fer córrer Khilperic I. No obstant això, s'ha conjecturat que en realitat podia haver estat assassinat per sicaris al servei de Fredegunda. Després de la mort de Meroveu, Khilperic I va fer torturar i executar cruelment els tres guàrdies de Meroveu que el van acompanyar fins al final, incloent el que va ser culpat d'haver-lo matat a petició seva.
En aquest temps Fredegunda es veié afligida per una tràgica situació: els fills que donava a llum morien al cap de poc víctimes de les tan comunes malalties infeccioses de l'època (hi va haver durant aquests anys a Nèustria una epidèmia de disenteria). Això fou molt greu, ja que no aconseguia donar a llum un hereu del tron que sobrevisqués, 
La seva gran aflicció la porta, primer, a atribuir la desgràcia a un càstig diví per la presumpta avarícia que significava el cobrament d'impostos a les seves ciutats; llavors, disposa que es cremin els registres fiscals i es donin majors almoines a les esglésies. Com aquests actes de generositat i pietat cristiana no van resultar suficients, ja que un nou fill va morir al poc de néixer, Fredegunda va tornar els seus ulls cap a la màgia negra com a presumpta causant de les morts, la qual cosa li va servir de pretext per fer assassinar Clodoveu, l'últim fill viu que quedava del primer matrimoni de Khilperic I -el mateix rei va posar el seu fill a les mans de Fredegunda, que amb l'excusa de traslladar-lo d'una presó a altra, el va fer apunyalar durant el viatge i llançar el seu cadàver al Sena- i a la mateixa Audovera, a qui Fredegunda va fer assassinar al convent en el qual es trobava. També el pesar de Fredegunda va derivar que diverses dones de París morissin en el turment o cremades a l'estaca com a presumptes causants màgiques de la mort dels infants.
A la fi, l'any 584, Fredegunda va donar a llum el futur Clotari II, que aconseguirà sobreviure a l'etapa de la infantesa. Amb això Fredegunda es va donar per satisfeta i posà fi a la seva pionera cacera de suposats encisadors i bruixes.

## Reina mare i regent de Nèustria
L'any 584 Khilperic I mor apunyalat a la tornada d'una partida de cacera a la seva vila de Chelles; l'assassí en aquell moment va escapar. Segons Gregori de Tours, el cadàver del rei va romandre insepult fins que el bisbe de Senlis el va fer rentar i traslladar a París, on el va fer enterrar a l'església de Sant Vicenç.
Alguns pensen que el crim es va realitzar per ordre de la mateixa Fredegunda -aparentment per ocultar una presumpta infidelitat matrimonial d'ella amb Landri, un senyor neustri a qui després va convertir en el seu lloctinent i majordom de palau-; d'altres, que per ordre de Brunequilda com a part de la seva querella per la mort de la seva germana Galsuinda; d'altres, que l'assassí va actuar pel seu propi compte.
El cert és que, a la mort de Khilperic I, Fredegunda va passar per una situació d'extrem perill. La seva única garantia de supervivència era el seu fill que tenia només uns mesos d'edat, el futur Clotari II. Es va refugiar a la catedral de París. Khildebert II, rei d'Austràsia i fill de Brunequilda -que exercia gran influència sobre ell-, va exigir que Fredegunda li fos lliurada per ajusticiar-la per la mort -entre d'altres- del seu pare Sigebert I. Però Fredegunda, recolzada per Landri, Ansoald i altres senyors neustris, va negociar hàbilment amb Guntram, rei franc de Borgonya, i obtingué la seva protecció per a ella i el seu fill. També va tenir la fortuna que Guntram I arribés abans a París amb el seu exèrcit, que Khildebert II.
Per desmentir els rumors que el seu fill, el futur Clotari II, no era en realitat fill de Khilperic I, Fredegunda aconseguí que 300 bisbes i terratinents neustris juressin junt amb ella que sí que ho era. Després del jurament, el nen fou reconegut com a hereu del tron de Nèustria sota la tutoria de Guntram i la regència de Fredegunda.
Es podria conjecturar que Fredegunda va saber utilitzar el temor de Guntram que Khildebert II d'Austràsia es tornés massa poderós si aconseguia fer-se també amb Nèustria, per obtenir així la protecció del rei de Borgonya -de fet, Guntram I i Khildebert II van estar enfrontats durant un cert temps per la possessió de la ciutat de Marsella- i que, a més, va saber aprofitar l'aversió de molts dels terratinents neustris a ser governats per un rei austrasià. D'altra banda, una reina com Fredegunda, que havia estat tan eficient a fer assassinar tants personatges importants, devia a hores d'ara inspirar gran temor en una societat supersticiosa com era la franca d'aquella època; fins i tot és possible que molts dels seus contemporanis l'hagin tinguda per una poderosa bruixa.
Guntram I sembla haver volgut tenir un paper d'àrbitre en el seu propi profit, no deixant que cap de les faccions en lluita s'imposés a l'altra -d'aquí el rol ambivalent que va assolir, ja que en aquest moment va protegir Fredegunda, però després, com veurem, va signar el tractat d'Andelot, que afavoria Teodobert II i Brunequilda en detriment de Clotari II, fill de Fredegunda.
Una vegada ferma en la regència, Fredegunda va enviar en diverses oportunitats assassins perquè es cobressin la vida de Brunequilda i de Khildebert II, però aquests intents van fracassar.
Una pauta de com aconseguia Fredegunda reclutar assassins tan tenaços a fer bé el seu treball ens la dona aquesta anècdota: en una ocasió, Fredegunda va enviar un clergue a la cort d'Austràsia amb la missió de guanyar-se la confiança de Brunequilda i assassinar-la. El complot fou descobert i el fracassat assassí confessà sota tortura la veritable índole de la seva missió. Brunequilda ni tan sols es molesta a fer-lo executar, en canvi, l'envia de tornada a Fredegunda, potser preveient el que l'espera. En paga pel seu fracàs i delació, Fredegunda li va fer tallar al clergue les mans i els peus.

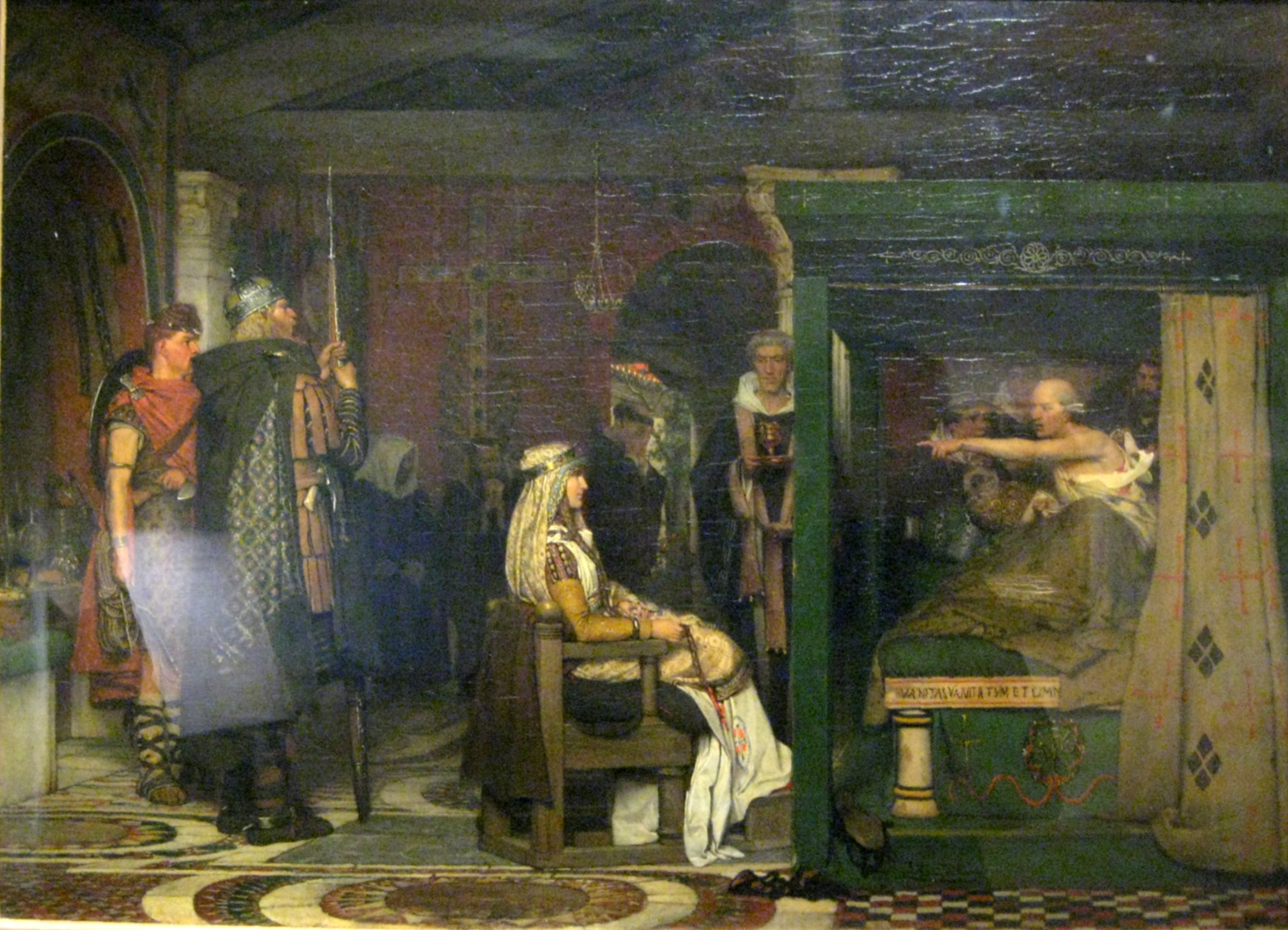
Fredegunda visita Pretextat al seu llit de mort, de Lawrence Alma-Tadema

També se sap que Fredegunda, ja consolidada en la regència, va ordenar l'any 586 l'assassinat del bisbe Pretextat, que la disgustava particularment. Com el bisbe -apunyalat a la seva catedral- havia quedat malferit, Fredegunda, simulant gran preocupació i consternació, el visità al seu llit de mort i li va enviar els seus propis metges per assegurar-se en realitat que no rebria atenció. Quan el bisbe poc abans de morir l'acusa de la seva mort i li profetitza el càstig de Déu, ella simplement no es dona per al·ludida, com si el moribund s'hagués dirigit a una altra persona. Acorralada per Guntram I, que volia castigar tant sí com no l'assassí del bisbe, ella mateixa va lliurar, perquè fos torturat i executat, un servidor seu assenyalant com a responsable, però afirmant que havia actuat sense el seu coneixement.
Amb un noble franc que va gosar retreure-li a Fredegunda a palau el crim del bisbe, ella va procedir així: el va convidar a menjar. Ell se'n va excusar al·legant que havia d'anar-se'n tot seguit. Quan se n'estava anant, els servidors de la reina li donaren una copa de vi barrejat amb vinagre i mel (contenia algun altre ingredient?) i li recordaren que era una ofensa molt gran anar-se'n de la casa reial sense haver menjat o begut. Posat en el conflicte, va prevaldre l'arrelat costum de l'hospitalitat, i el noble va beure de la copa i, després d'això, amb prou feines va arribar a pujar el seu cavall quan va caure en l'agonia i va morir.

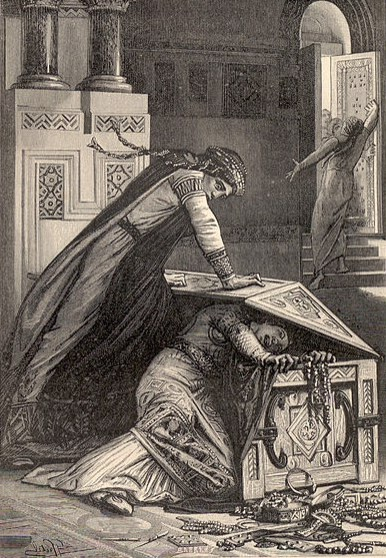
Fredegunda i Rigunta, gravat en acer de Mme. de Witt, Vieilles histoires de la patrie, 1887

També és conegut l'episodi que va protagonitzar Fredegunda amb la seva filla Rigonta, amb qui sovint renyia. En una oportunitat en la qual Rigonta li va retreure a la seva mare la gasiveria envers ella, Fredegunda va dur la seva filla a una habitació on es guardava un pesat cofre, el va obrir i va començar a treure objectes preciosos per regalar a Rigonta. Després li va dir que estava cansada i que tragués ella mateixa els objectes preciosos que es volgués quedar. Quan Rigonta s'abaixà sobre el cofre i va començar a fer el que li havia dit sa mare, Fredegunda va deixar caure la pesada tapa del cofre sobre el clatell de la filla, pressionant després la tapa cap abaix amb tota la força. Uns servents que van sentir els crits de Rigonta la van salvar. Després d'aquest incident les baralles entre mare i filla es van fer encara més freqüents, segons Gregori de Tours, a causa dels "adulteris de Rigonta". Si bé la majoria dels historiadors tendeix a veure aquí un intent d'assassinat de Fredegunda contra la seva filla, és possible que només volgués donar-li una duríssima lliçó.
Contrariada per l'actitud de Guntram I, Fredegunda va intentar fer-lo assassinar mentre ell anava a rebre la comunió durant una missa, però l'assassí va fracassar.
Guntram I va morir de malaltia el 593 deixant -com s'havia establert en el tractat d'Andelot (any 587)- el regne franc de Borgonya a Teodobert II d'Austràsia. Nèustria, llavors governada fermament per Fredegunda, es veié enfrontada als altres dos regnes francs junts.
En nom del seu fill Clotari II, Fredegunda va aconseguir el suport dels senyors de Nèustria. Els neustris derrotaren els austrasians prop de Tournai, a Droissy (593). Fredegunda va ser present en aquesta batalla al costat del seu fill. El seu lloctinent Landri manava les tropes.
El 596 Khildebert II d'Austràsia, a l'edat de 26 anys, moria enverinat. Molts atribueixen aquest crim a sicaris al servei de Fredegunda que, com ja s'ha dit abans, havia fet diversos intents fallits de fer assassinar el rei. D'altres atribueixen la mort a la noblesa descontenta d'Austràsia, alguns dels representants de la qual -en concret, els ducs Rauching, Ursi i Berthefierd- ja havien forjat un fracassat complot contra la vida del rei d'Austràsia el 587, i foren executats per ordre de Brunequilda. També hi ha qui intencionadament li van atribuir la mort de Khildebert II a la seva mare Brunequilda -de fet és un dels crims que després li imputarà Clotari II en el judici de Reneve-, però sembla molt poc probable que en fos l'autora.
Quan rebé confirmació de la mort de Khildebert II, Fredegunda va reprendre de manera sorpresiva la guerra contra Austràsia i Borgonya, i les forces de Nèustria -comandades per Landri- obtingueren una nova victòria aquell mateix any de 596 a Latofao (Laffaux), batalla en la qual Fredegunda també va ser present amb el seu fill. Aquest triomf va deixar Nèustria en possessió transitòria de la ciutat de París.
Fredegunda va exercir la regència amb molta energia i habilitat. Fins i tot es va permetre imposar nous tributs per finançar la guerra amb Austràsia.

## Mort
Poc després del seu triomf a Latofao i a la tornada d'aquesta expedició -que va incloure el saqueig de la regió i l'esclavització de molts dels seus habitants, cosa que era un costum de l'època-, l'any 597, victoriosa i molt temuda per tots, Fredegunda va contreure disenteria i va morir d'aquesta malaltia al seu palau de París: deixà el seu fill Clotari II -que a hores d'ara tenia tretze anys- com a rei de Nèustria.
És interessant observar el fet empíric que, a diferència d'altres reis i personatges importants contemporanis amb ella, Fredegunda va morir de mort natural, al seu llit i al seu palau; la malaltia que va posar fi a la seva vida fou aguda, ràpida i típica de la França d'aquells temps.

## Personalitat. L'assassinat com un mitjà polític institucionalitzat
Coneixent la narració dels seus crims, tendiríem a imaginar Fredegunda com una persona agra amb la maldat reflectida al rostre. Res més allunyat de la realitat. Es tracta d'una dona de bellíssima aparença, carismàtica, manipuladora a l'extrem, simuladora, de bon tracte. La característica principal de la seva personalitat és que actuava sense sentir culpa, mancada del que anomenem consciència. Va planejar l'assassinat d'un bisbe i tot just haver despatxat l'assassí, cantava i s'ocupava de complimentar els convidats a la taula reial, feia l'amor amb el rei o amb un amant o s'empolainava el cabell. Era, això sí, molt venjativa. L'assassinat era per a ella una acció política més a considerar, tant com ho era abaixar o apujar els impostos, nomenar un comte, o decidir quin menjar se serviria a la taula reial per complimentar un personatge important. Cap empresa no li semblava impossible, només era qüestió de trobar el mitjà eficaç per dur-la a terme, per això era infinitament pacient i persistent en els seus designis i generalment acabava aconseguint tot el que es proposava.

### Fills amb Khilperic
- Rigonda (vers 569- † 589), promesa al príncep visigot Recared. Quan el comboi que l'acompanyava a Toledo va saber la mort del seu pare, l'escorta va saquejar les riquesses que portava i la va abandonar; es va refugiar al palau de la seva mare.
- Clodobert, mort de disenteria al mateix temps que el seu germà Dagobert, el 580.
- Samsó, nascut vers 573, mort de disenteria el 577.
- Dagobert, mort de disenteria al mateix temps que el seu germà Clodobert, el 580.
- Teoderic, nascut el 583, mort de disenteria el 584.
- Clotari II (584-629), rei de Nèustria, després rei dels francs.

### Assassinats atribuïts
- La reina Galsuinda (568).
- Sigebert I, rei d'Austràsia (575).
- La reine Audovera, primera esposa de Khilperic, repudiada vers 565 (580).
- Clodoveu, fill de Khilperic I i d'Audovera.
- Meroveu, fill de Khilperic I i d'Audovera.
- Pretextat de Rouen, bisbe de Rouen (586).